# Цепина
Вижте пояснителната страница за други значения на Цепина.
Цепина е средновековна крепост, разположена северозападно от село Дорково, община Ракитово, Южна България. До нея се стига по 6-километров асфалтов път. Тя е изградена на конусовидния връх Цепина (1136 m).

## История
Крепостта влиза в пределите на българската държава в средата на 9 век. Завладяна е от Византийската империя през 11 век, но е освободена при управлението на цар Калоян. Когато Калоян назначава племенника си Алексий Слав за управител в Родопите, Цепина става седалище на владенията на деспота. След убийството на царя през 1207 г., деспот Алексий Слав се обявява за независим и Цепина се превръща в негова престолнина. Крепостта е била внушителна, външните ѝ крепостни стени обхващали площ от 25 дка, а в най-високата ѝ част е бил изграден средновековен замък.
В периода 1246 – 1254 г. Цепина е владение на никейския император Йоан Дука Ватаци, но Михаил II Асен успява да си я възвърне. През 1373 г. твърдината е завладяна от османските нашественици.

## Археологически проучвания
Археологическите проучвания на района установяват, че през ранната желязна епоха тук е имало тракийско селище, просъществувало и през римската и късноантичната епоха. Намерени са останки от трикорабна базилика от раннохристиянската епоха (5 – 6 век), която била преустроена в еднокорабна църква по времето на Първата българска държава. Открити са голям брой жилища от втората половина на първото хилядолетие сл. Хр. Те били четириъгълни постройки, изградени в долната си част от камъни, споени с кал, в суперструкция с кирпичи, покрити на дървени конструкции с големи керемиди – тегули и имбрици. Жилищата в голямата си част са едноделни, някои от тях свързани с коридори. Били построени едно до друго, без дворове, но с преходи между тях.
Системните проучвания на крепостта изясняват външния ѝ облик в епохата на средните векове. Състояла се е от две части: укрепено градско ядро с вътрешен град (крепостта) и подградие или външен град (субурбиум). Подградието, наричано от византийските хронисти „полис“, се намирало в подножието на крепостта. Тук са били жилищата на населението. Този район не е проучван, с изключение на една църква. Проучванията са съсредоточени в крепостта. Разкрито е трасето на външните крепостни стени на укрепеното градско ядро с дължина 640 m и дебелина 1.8 m. Те обграждат площ от 25 дка с единствен вход в югоизточната част. В североизточния ъгъл е имало кула с многоъгълна неправилна форма. Стените са подсилени с 5 контрафорса. Изградени са от ломени камъни, запоени с бял хоросан, със скрити дървени мрежи от надлъжни и напречни греди (сантрачи), типично за строителството на зрелия феодализъм.
Пространството в най-високата и естествено защитена част на градското ядро е било обградено със зидове, дълги 142 m и дебели 1.8 m. Те оформят самата цитадела. Тя има неправилна многоъгълна форма, съобразена с терена. Зидовете са били изградени по същия начин от ломени камъни, споени с хоросан. В този самостоятелно укрепен ансамбъл, вероятно седалище на феодала, се включват два от най-големите резервоара за вода. На единия от тях, който е бил построен на самия връх, висок 8 метра, с правоъгълна форма отвътре и осмоъгълна отвън, засводен отгоре, вероятно се е издигала многоъгълна кула – донжон с отбранително предназначение. Вътрешната крепост в западната си част се свързва със западния крепостен зид на укрепеното градско ядро с един напречен зид. На южната му страна имало две четвъртити кули. От това време са и двете църкви и другите две водохранилища в южната част на крепостта.
Проучването на крепостта Цепина става възможно благодарение на многобройните сведения, дадени от византийски извори, отнасящи се за историята на България. Първите археологически разкопки са извършени в края на 19 век от руския езиковед и историк П. Сирку. По-късно проучвания са направили Стефан Веркович, Христо Попконстантинов, Д. Цончев и др.
Съдбата на българското население по тези места е била свързана с тази родопска твърдина в продължение на няколко века. Археологическите и исторически доказателства показват Цепина като значителен политически и административен център в Западните Родопи.
Днес в подножието на крепостта има изградена хижа „Цепина“, както и музейна експозиция с находките от проучванията.